# Trinity House de Leith
Trinity House est un bâtiment de Leith, à Édimbourg, en Écosse, qui servait de salle de guilde, de douane et de centre d'administration maritime et de secours aux pauvres. À la fin du Moyen Âge et au début de l'ère moderne, il servait également d'hospice et d'hôpital. Aujourd'hui propriété d'Historic Scotland, il abrite un musée maritime. Il s'agit d'un bâtiment classé de catégorie A.

## Histoire

### Maîtres et marins de Leith

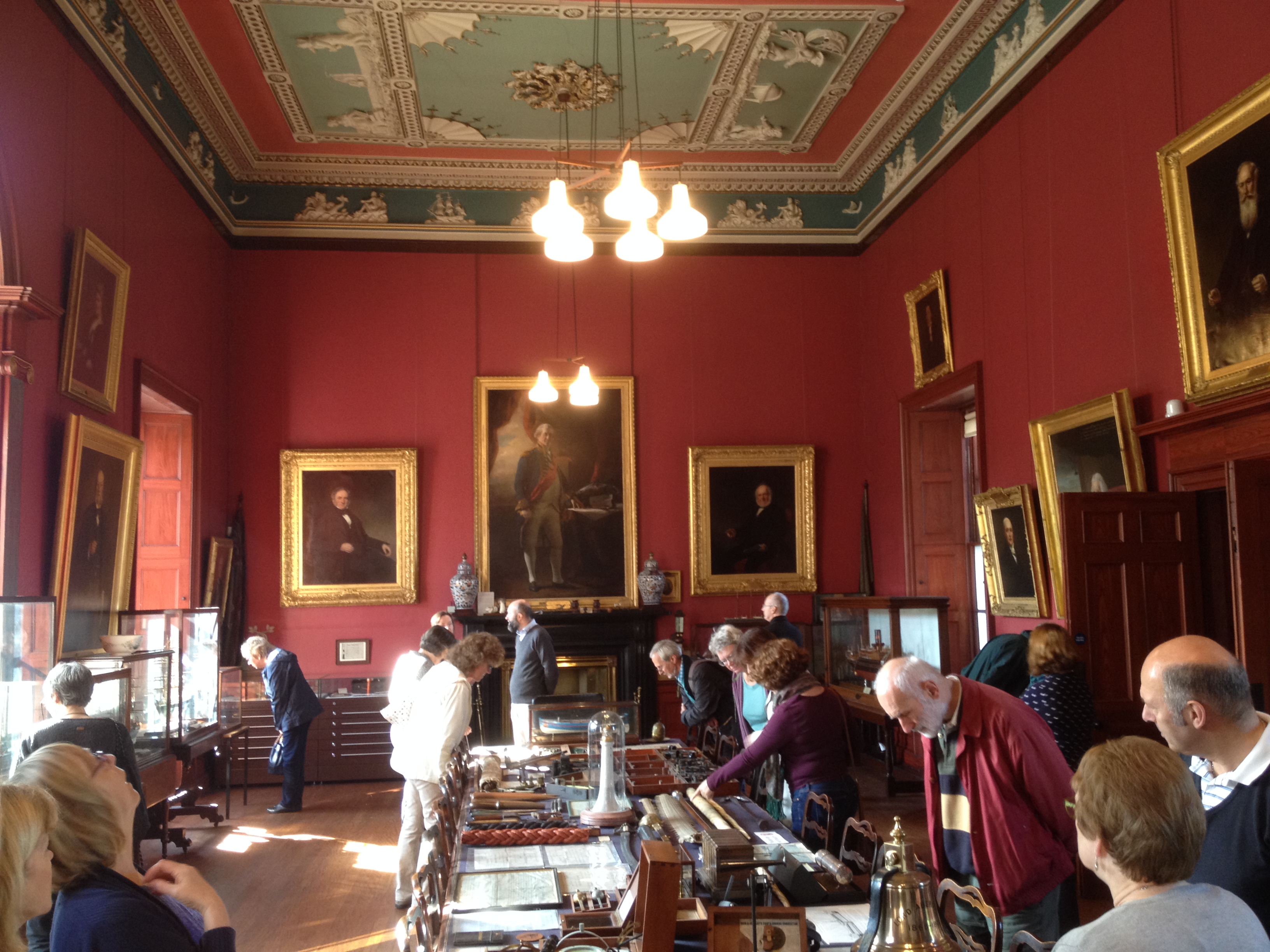
Salle de réunion Trinity House

En 1380, le roi Robert II d'Ecosse accorda à l'Incorporation des capitaines et marins de Leith le droit de percevoir un droit, appelé prime doré, de 12 pennies sur chaque tonne de marchandises débarquée à Leith. Une contribution volontaire supplémentaire, appelée couronne monétaire, était également collectée. Le commerce s'effectuait en grande partie via la mer du Nord, avec les régions nordiques et baltes, les Pays-Bas et la France. Les fonds récoltés grâce aux primes d'or et à la couronne étaient ensuite utilisés pour soulager les malades, les pauvres et les veuves et orphelins des marins perdus ou capturés ; et prendre soin des marins âgés. Les maîtres et marins de la Trinity House à Kirkgate étaient les plus anciens et sont devenus la plus riche des guildes commerciales de Leith.
Le mur nord de Trinity House porte une première pierre datée de 1555.
À la suite d'une série de différends sur les paiements, en 1566, Marie Stuart, reine d'Écosse, confirma le droit de l'Incorporation de percevoir les paiements : ratifiant « le don, la fondation, l'érection et l'institution de l'hôpital et de la première dorure ». Le refus de payer entraînerait la confiscation des voiles et de l'ancre.
L'Incorporation médiévale a servi de modèle pour l'établissement de Trinity Houses dans d'autres centres maritimes, notamment à Newcastle-upon-Tyne au XVIe siècle.
En 1680, financés par des honoraires et par un prélèvement sur les capitaines de navires de Leith, les maîtres et les marins nommèrent un professeur pour enseigner les mathématiques de la navigation aux fils et apprentis des capitaines de navires .
Soucieuse d'améliorer la sécurité en mer, Trinity House a mis en place la première formation nautique du pays et des pilotes brevetés pour le Forth et autour de la côte écossaise. En collectant de l'argent Licht (argent léger), au XVIIe siècle, ils entretenaient des lumières primitives au charbon dans le Forth. Au XIXe siècle, Trinity House a participé à la planification et au financement de nouveaux phares plus fiables tirant parti des améliorations technologiques. Il s'agissait notamment du phare de Bell Rock, du phare de Fidra et du phare de l'île de May.
Le 29 juin 1797, la Corporation de la Trinity House de Leith reçut une charte royale,.
Au XVIIIe siècle, les Maîtres et les Mariners ont investi dans un terrain connu sous le nom de Trinity Mains, près du village de Newhaven. Ce terrain s'est ensuite développé en banlieue de Leith.
Après l'abolition de la prime Gilt en 1862, Trinity House a dû dépendre des revenus de la propriété pour faire face aux paiements des retraite et à ses autres engagements.
Les élèves de l'école primaire voisine de Leith apprennent l'histoire de Trinity House et proposent des visites du bâtiment à d'autres écoles et à divers invités.

### Histoire du bâtiment
En 1555, l'Incorporation disposait de fonds suffisants pour construire un hôpital à Kirkgate. Le sous-sol et les voûtes du bâtiment du XVIe siècle ont été incorporés au bâtiment actuel, conçu par Thomas Brown en style néoclassique et achevé en 1818. Le nouveau bâtiment avait trois travées sur la façade avant et comportait un porche avec des colonnes doriques au rez-de-chaussée ; il y avait une grande fenêtre avec des colonnes ioniques au-dessus du premier étage.

## Voir également
- Port de Leith
- Église paroissiale de South Leith